# Натшіннаунг
Натшіннаунг (*бірм. နတ်သျှင်နောင်, 1579 — 9 квітня 1613) — володар Таунгу у 1609—1610 роках, бірманський поет. Діяв під час кризи імперії Таунгу.

## Життєпис
Онук Баїннауна, володаря імперії Таунгу. Старший син Міньє Тхіхатху II, віцекороля Таунгу. Народився в січні 1579 року в м. Таунгу. Здобув класичну освіту, основу становила військова справа. На початку 1590-х років долучився до військових кампаній Нандабаїну, спрямованих проти Аюттхаї. У 1597 році діяв разом з батьком, що повстав проти Нандабаїна. Був оголошений спадкоємцем трону після того, як Міньє Тхіхатху II оголосив себе незалежним правителем. 1599 року Натшіннаунг брав участь у захопленні Пеґу.
У листопаді 1600 року він убив полоненого Нандабаїна без дозволу свого батька. 21 березня 1603 року він одружився з принцесою Язадату Калая. Проте вона померла лише через 7 місяців.
11 серпня 1609 року після смерті батька успадкував трон Таунгу. В цей час його родич Анаукпетлун проводив політику відновлення імперії Таунгу. У 1610 році останній напав на Таунгу. Місто здалося 4 вересня того ж року. Натшіннаунг статус незалежного правителя, отримавши титул віцекороля. Він був глибоко незадоволений його пониженим статусом, тому таємно уклав союз із португальським генерал-капітом Філіпе де Бріто (серед бірманців був відомий як володар Сиріаму і Пегу). Той спробував захопити Таунгу, але війська Анаукпетлуна відбили атаку. Тоді Натшіннаунг рушив з де Бріто до Сиріаму.
Тут разом з португальцями чинив спротив Анаукпетлуну до квітня 1613 року, коли Сиріам зрештою впав. Він обіцяв помилувати Натшіннаунг, якщо той складе присягу на вірність. Алеостанній відмовився, сказавши, що він уже прийняв хрещення і що він готовий померти з де Бріто. Був страчений.

## Творчість
Більшість його віршів складено вкласичномужанрі яду. Значно частина присвячена дружині Язадату. Темами його поезії часто були любов, природа та війна. У своїх творах використовував лексику та рими. Низка з його віршів описують війсьвову справу, зокремадії піхоти та вояків на слонах.